# Dominic Sanz

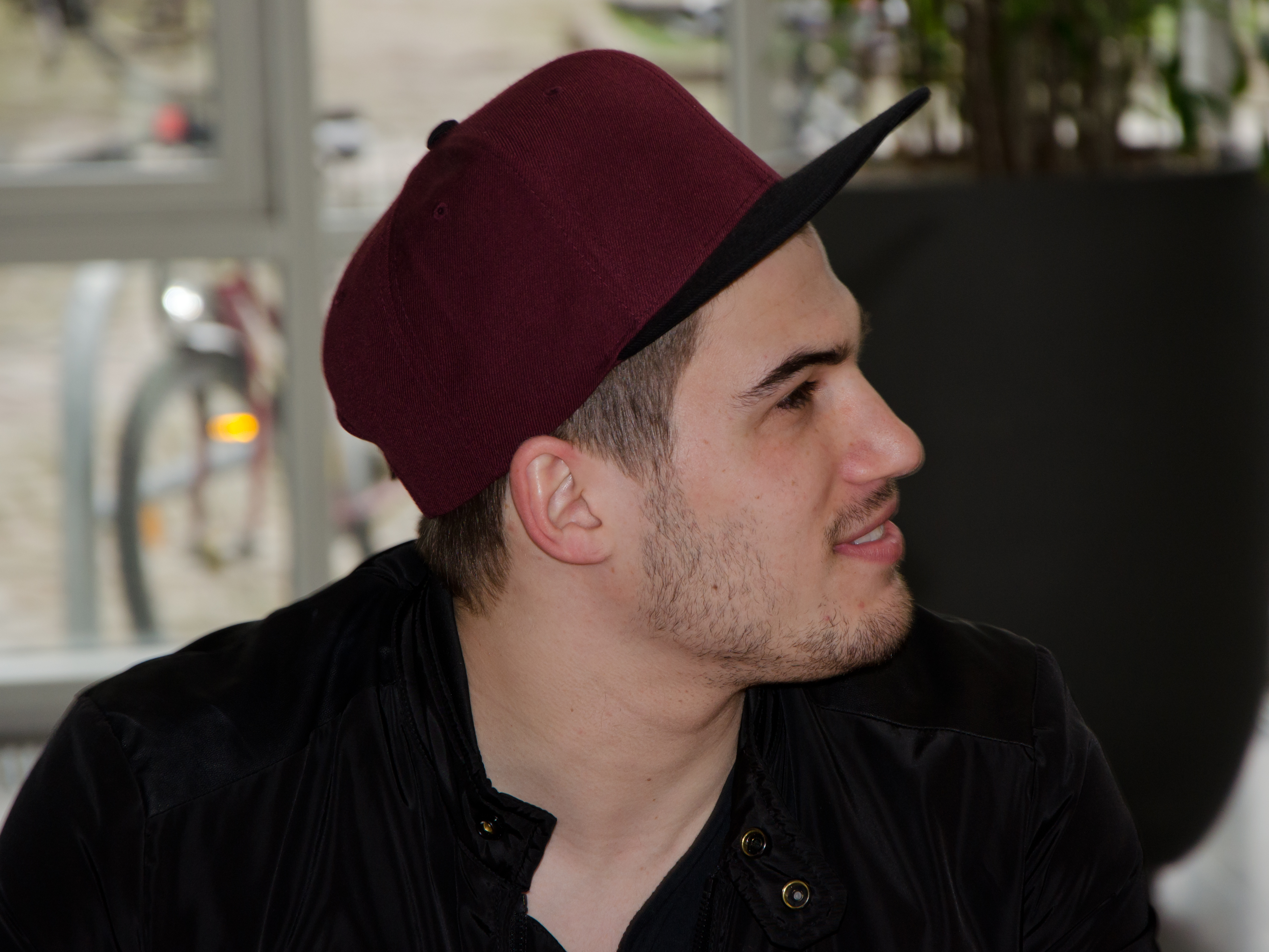
Dominic Sanz (2014)

Dominic Sanz (* 7. Juli 1991 in Blankenheim-Freilingen) ist ein deutscher Popsänger, der durch die Casting-Show The Voice of Germany bekannt wurde.

## Biografie
Sanz lernte bereits mit vier Jahren Schlagzeug. Später kamen Gitarren- und Gesangsunterricht sowie eigene Auftritte hinzu. Er spielte in mehreren Bands und hat seit 2008 eine eigene Band, die Dominic Sanz Band, mit der er regional auftritt.
2011 bewarb er sich bei The Voice of Germany und wurde dort in das Team von Xavier Naidoo aufgenommen. Nachdem er die Battle Round überstanden hatte, schied er in der ersten Hauptrunde aus. Seine Darbietung des U2-Songs With or Without You schaffte es anschließend knapp in die deutschen Charts.
Im Herbst 2012 nahm er an Naidoos Projekt Sing um dein Leben teil. Seit Sommer 2013 ist Dominic Sanz Mitglied der deutschen Musikgruppe Söhne Mannheims.

## Diskografie
Lieder
- With or Without You (2012)